# Västbjörka
Västbjörka is een plaats in de gemeente Rättvik in het landschap Dalarna en de provincie Dalarnas län in Zweden. De plaats heeft 111 inwoners (2005) en een oppervlakte van 48 hectare.